# Pieter Koolwijk
Pieter Koolwijk (Gouda, 18 december 1974) is een Nederlandse kinderboekenschrijver. Zijn verhalen worden tot de fantasy gerekend, maar spelen zich over het algemeen af in de dagelijkse wereld. In ieder verhaal zit een dieper liggend thema verwerkt.  
Koolwijk werd in 2009 onderscheiden met de Unleash Award en in 2018 met de Cultuurprijs van de Gemeente Emmen. Zijn boek Bens Boot werd in 2016 bekroond met een Vlag en Wimpel. Zijn eerste Zilveren Griffel won Koolwijk in 2021 met Gozert, zijn zesde en meest succesvolle werk. Later ontving hij hiervoor ook de Gouden Griffel. In januari 2022 werd Koolwijk benoemd tot ereburger van Emmen.
In 2024 schreef Koolwijk het kinderboekenweekgeschenk, Schatpakkers.

## Bestseller 60
| Boeken met noteringen in de Nederlandse Bestseller 60 | Jaar van verschijnen | Datum van binnenkomst | Hoogste positie | Aantal weken | Opmerkingen                        |
| ----------------------------------------------------- | -------------------- | --------------------- | --------------- | ------------ | ---------------------------------- |
| Gozert                                                | 2020                 | 13-10-2021            | 3               | 4            | bekroond met een Gouden Griffel    |
| Missie afbreken                                       | 2023                 | 17-05-2023            | 33              | 2            | Beste filosofische Kinderboek 2023 |
| Een rugzak vol                                        | 2025                 | 12-02-2025            | 9               | 4            |                                    |